# Benicull de Xúquer
Benicull de Xúquer (spanisch Benicull) ist eine Gemeinde (municipio) mit 1.144 Einwohnern (Stand: 2024) in der spanischen Provinz Valencia. Sie befindet sich in der Comarca Ribera Baja.

## Geografie
Benicull de Xúquer liegt etwa 37 Kilometer südlich vom Stadtzentrum Valencias in einer Höhe von ca. 30 m. Der Río Júcar (Valencianisch: Xúquer) liegt etwas nördlich der Gemeinde. Durch die Gemeinde führt die Autopista AP-7.

## Geschichte
Bis 2004 war Benicull de Xúquer Teil der Nachbargemeinde Polinyà de Xúquer. 1973 wurden durch eine Schulklasse in der Höhle "Sima de la Pedrera" neolithische Reste entdeckt, die teilweise der Glockenbecherkultur zuzuordnen waren.

## Demografie
| 1900 | 1950 | 1960 | 1970 | 1981 | 2001 | 2004 | 2011 | 2021 |
| ---- | ---- | ---- | ---- | ---- | ---- | ---- | ---- | ---- |
| 358  | 950  | 988  | 897  | 790  | 980  | 784  | 980  | 1095 |

## Sehenswürdigkeiten
- Rochuskirche (Iglesia de San Roque)
- Barnabaskapelle (Ermita de San Bernarbé)
- Rathaus

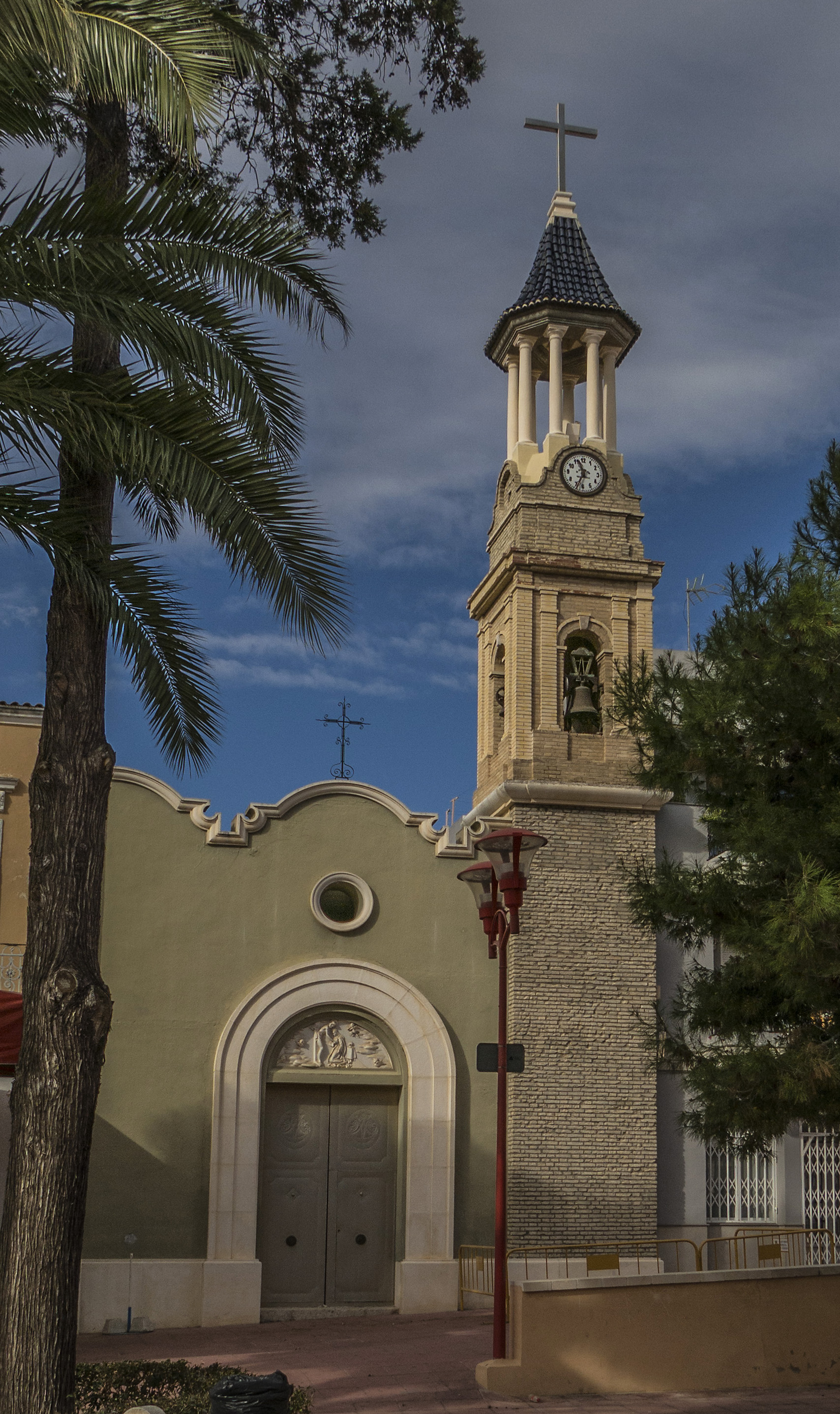
Rochuskirche
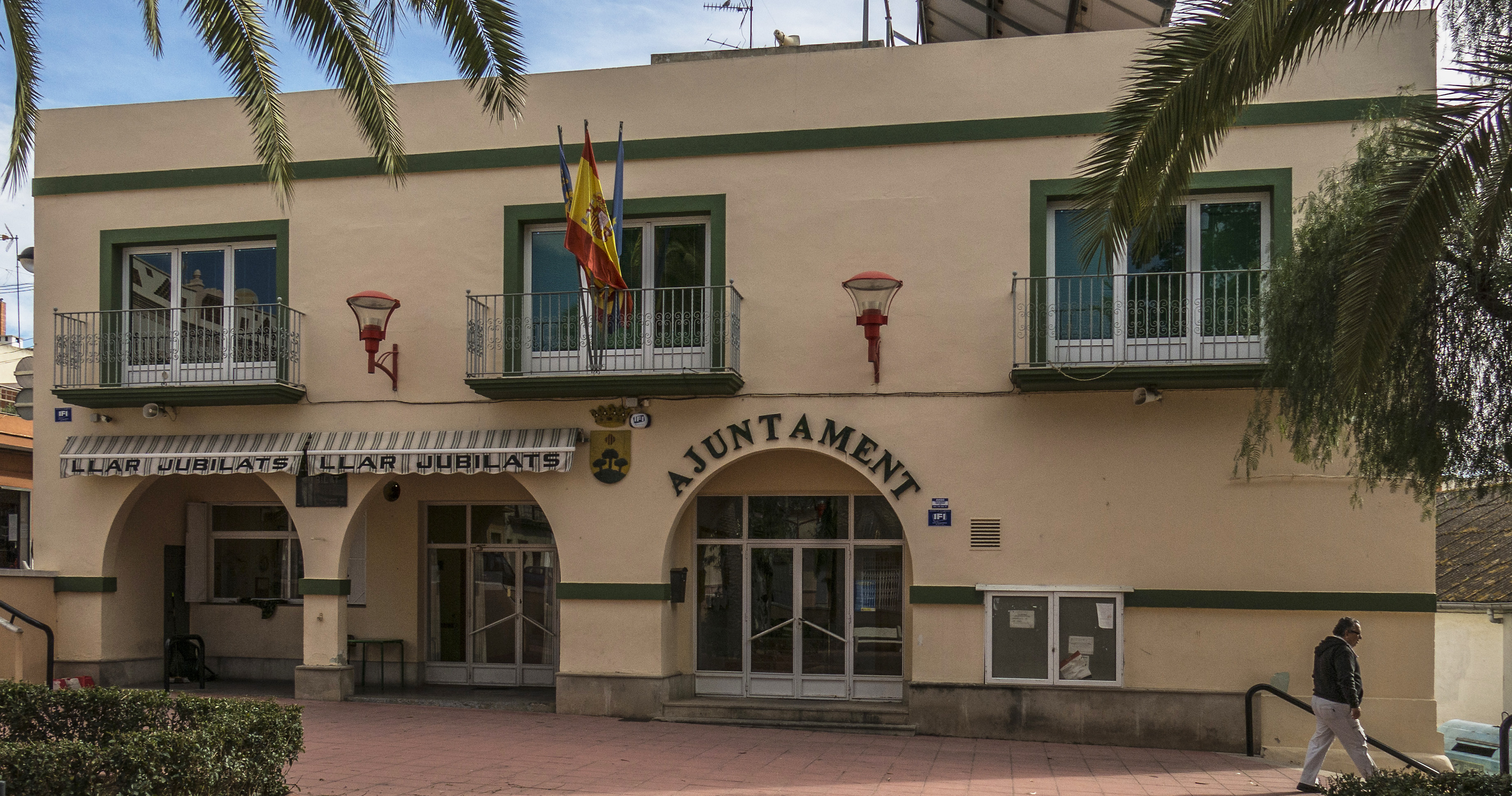
Rathaus